# كيم غرانت
كيم غرانت (Kim Tyrone Grant) (مواليد 25 سبتمبر 1972) هو لاعب كرة قدم. يلعب مع منتخب غانا لكرة القدم.

## وصلات خارجية
- كيم غرانت على موقع الاتحاد الدولي (مؤرشف)  (الإنجليزية)
- كيم غرانت على موقع قاعدة بيانات كرة القدم.إي يو (الإنجليزية)
- كيم غرانت على موقع ناشيونال فوتبول تيمز (الإنجليزية)
- كيم غرانت على موقع Soccerbase.com (لاعب) (الإنجليزية)
- كيم غرانت على موقع عالم كرة القدم.نت (الإنجليزية)

- National Football Teams